# Sendmail
Sendmail – serwer poczty elektronicznej (MTA), rozwijany od 1979. Autorem pierwszej wersji sendmaila jest Eric Allman, który napisał również jego poprzednika – delivermaila. Oprócz SMTP sendmail oferuje wiele sposobów przesyłania i dostarczania poczty. Sendmail był najpopularniejszym MTA w internecie, co częściowo wynikało z tego, że był standardowym programem tego typu w wielu systemach typu Unix. Ostatnio stracił na popularności ze względu na skomplikowaną konfigurację i problemy z bezpieczeństwem. Jest rozpowszechniany zarówno jako wolne oprogramowanie, jak i na licencjach zamkniętych.